# Fachhochschule Eberswalde
La Fachhochschule Eberswalde est une école d'ingénieurs située à Eberswalde dans le land de Brandebourg (Allemagne). C'est une Fachhochschule (établissement d'enseignement supérieur). Elle fut fondée en 1830 comme école d'ingénieurs forestiers pour l'État de Prusse.

## Personnalités liées à la Fachhochschule Eberswalde
- Uta Steinhardt
- Tillmann Buttschardt